# فرنگیس حیدرپور
فرنگیس حیدرپور (۱۳۴۱ در آوه‌زین گورسفید، گیلانغرب) زنی کُرد و از قهرمانان غیرنظامی جنگ ایران و عراق است.

## زندگی
فرنگیس حیدرپور در سال ۱۳۴۱ در روستای ئاوه‌زێن گورسفید از توابع شهرستان گیلانغرب در کرمانشاه به دنیا آمد. او در حمله نظامیان عراقی به روستای محل سکونتش با یک تبر از خود در برابر سربازان ارتش بعث عراق دفاع کرد. در سال ۱۳۵۹ پس از حمله عراق به روستای ئاوه‌زێن، مردم به دره‌های اطراف پناه می‌برند. فرنگیس که در آن زمان هجده سال داشت شب هنگام همراه برادر و پدرش جهت تهیه غذا به روستا بازمی‌گردند. اما در طول راه پدر و برادر فرنگیس ضمن درگیری با عوامل عراقی کشته می‌شوند و فرنگیس در پی برخورد با دو سرباز عراقی بدون داشتن سلاح گرم، با تبر پدرش با سربازان درگیر شده، یکی را کشته و دیگری را با تمام تجهیزات جنگی اسیر می‌کند و به مقر فرماندهی ارتش ایران تحویل می‌دهد.

## یادبود
در شهریور ۱۳۷۷ همزمان با هفتۀ دفاع مقدس یادبود و مجسمه‌ای از فرنگیس حیدرپور در محل ورودی پارک شیرین کرمانشاه نصب شد. همچنین تندیس دیگری از وی نیز در میدان مقاومت شهر گیلانغرب نصب شده است. در ارديبهشت ۱۳۹۷ حیدر رضایی، نویسنده و کارگردان نمایش خیابانی «تبر» که به ماجرای کشتن سرباز عراقی توسط حیدرپور با تبر پرداخته و در ششمین جشنواره ملی «تئاتر ایثار» در کرمانشاه بر روی صحنه رفته است، در گفتگو با خبرگزاری بین‌المللی قرآن (ایکنا) از کم‌توجهی و عدم رسیدگی به خود فرنگیس حیدرپور و پرداختن زیاده به کارهای تبلیغاتی و ساخت تندیس و نماد از وی انتقاد کرده و از گله‌مندی خود حیدرپور نیز خبر داده است.

## آثار راجع به فرنگیس حیدرپور

### کتاب خاطرات
به کوشش و به قلم خانم مهناز فتاحی، کتاب فرنگیس راجع به خاطرات و زندگی فرنگیس حیدرپور در سال ۱۳۹۴ توسط انتشارات سوره مهر منتشر شد. این کتاب نامزد جایزه ادبی جلال آل احمد در بخش مستند نگاری و برگزیده هفدهمین دوره کتاب سال دفاع مقدس شد. این کتاب در خبرگزاری‌ها، روزنامه‌ها، تلویزیون و صدا و سیمای ایران، بازتاب‌های مختلفی داشت از جمله مصاحبه‌هایی با نویسنده و راوی این کتاب، معرفی و خوانش بخش‌هایی از کتاب، خوانش کامل متن کتاب طی چند قسمت از برنامه «رو به روی ماه» از شبکه آموزش؛ همچنین جهت معرفی کتاب، تقدیر از نویسنده و راوی کتاب یا خوانش و نقد و بررسی کتاب «فرنگیس» نشست‌ها، جلسات و همایش‌هایی در شهرهای مختلف ایران از جمله تهران، مشهد و کرمانشاه برگزار شد. این کتاب حاشیه مکتوب رهبر انقلاب اسلامی ایران، علی خامنه‌ای را دریافت کرد که این حاشیه یا به اصطلاح تقریظ در چاپ‌های بعدی این کتاب آورده شد. «فرنگیس» به زبان‌های اردو، انگلیسی و کردی ترجمه شد، و یک نسخه ویژه نوجوانان آن نیز با عنوان «بچه‌های آوه زین» منتشر گردید. کتاب صوتی فرنگیس نیز با اجرای افسانه محمدی به مدت ۱۱ ساعت و ۴ دقیقه در ۲۷ فصل تولید و منتشر گردید.
به گزارش خبرگزاری تسنیم نگارش فیلمنامه‌ای با اقتباس از کتاب «فرنگیس» در مرکز تولید متن سازمان سینمایی حوزه هنری آغاز شده و این سازمان قصد ساخت فیلمی سینمایی بر اساس رمان «فرنگیس» دارد.

### فیلم، تئاتر و مستند
تئاتر خیابانی «تبر» به نویسندگی و کارگردانی حیدر رضایی در سال ۱۳۹۷ در ششمین جشنواره ملی «تئاتر ایثار» شرکت کرد، این تئاتر به گفته سازنده آن یک اجرای اعتراضی به برخورد تبلیغاتی با فرنگیس حیدرپور و عدم رسیدگی به معیشت وی بود. به گزارش ایکنا خبرگزاری بین‌المللی قرآن رضایی تأکید کرد: «نمایش «تبر» در فضای سورئال در واقع شرح حال زندگی فرنگیس حیدرپور از زبان تبری است که این روزها بیشتر از خود او ارزش و اعتبار دارد و اعتراضی است به رویکرد و نگاه منفعت‌طلبانه برخی مسئولان که تنها با مانور تبلیغاتی و ساخت تندیس‌های متعدد از او به فکر مطامع خود هستند بدون آنکه از حال و روز واقعی این قهرمان دوران جنگ خبری داشته باشند.»
فیلم مستند «تبر» بر اساس ماجرای کشته شدن سرباز عراقی توسط وی، به کارگردانی آرش اسحاقی ساخته شده‌است. این فیلم کوتاه ۲۰ دقیقه‌ای در سال ۱۳۹۲ تولید شده و به جشنوارهای فیلم کوتاه بین‌المللی نیز راه یافته‌است.
مستند «فرنگیس» در مورد زندگی فرنگیس حیدرپور به کارگردانی ابراهیم شفیعی ساخته شد، در این مستند خود حیدرپور زندگی‌اش را روایت می‌کند، این مستند در تاریخ چهارم مهر ماه ۱۳۹۷ به مدت سی و سه دقیقه از شبکه افق پخش شد. به گزارش خبرگزاری صدا و سیما این مستند ۶۰ دقیقه ای با هدف «معرفی فرنگیس حیدرپور به عنوان قهرمان ملی و نماد مقاومت زنان ایران، و شناساندن شهرستان گیلانغرب به عنوان دومین شهر مقاوم کشور» تولید شده‌است.
همچنین مستند «حماسه تبر» به کارگردانی سید مجتبی سیادت در ساله ۱۳۹۰ تولید شده‌است که جریان مواجه حیدرپور با دو سرباز عراقی را در ۲۹ دقیقه به تصویر می‌کشد.
گزارشی تصویری و مستند از واقعه درگیری حیدرپور با دو سرباز عراقی به نام مستند «فرنگیس و تبر» تهیه شده‌است که متفاوت از دو فیلم مستند «تبر» به کارگردانی اسحاقی و «فرنگیس» به کارگردانی شفیعی می‌باشد، این گزارش توسط پروین شهسواری خبرنگار صداوسیما در کرمانشاه تهیه شده‌است.
به گزارش خبرگزاری ایسنا در گفتگو با حورا تیلا یکی از زنان نقال آبادانی در مرداد ۱۳۹۸، او از انتخاب داستان حماسی فرنگیس حیدرپور در زمان جنگ ایران و عراق خبر داد که آن را در قالب یک نقالی برای جشنواره نمایش‌های آیینی و سنتی آماده کرده‌است و قرار است به صورت نقالی توسط وی اجرا شود.

## پیوندها به بیرون
- فیلم مستند فرنگیس به کارگردانی ابراهیم شفیعی، در آپارات